# ハヌノオ文字
ハヌノオ文字（ハヌノオもじ、Hanunóo）は、フィリピンのミンドロ島で使われるブラーフミー系文字の一種。ブヒッド文字とともにマンヤン文字とも呼ばれる（マンヤン(mangyan)とはミンドロ島の住民をいう）。今も使われる数少ないフィリピンのインド系文字の一種である。 
1999年にフィリピンの他の文字とともにUNESCO世界の記憶に登録された。

## 概要
かつてフィリピンではインド系のさまざまな文字が使われてきたが、現在では主にラテン文字が用いられ、伝統的な文字は辺境にのみ残っている。ハヌノオ文字は現在も使われている文字のひとつで、ミンドロ島の山奥に住む8000人ほどのハヌノオ・マンヤンと呼ばれる人々によって用いられる。文字は主に竹に小刀で刻まれる。書かれる内容の多くは'ambāhanと呼ばれる1句が7音節からなる伝統的な恋歌であるが、ほかに手紙にも用いられる。成人の70%がこの文字を読み書きできる。
文字は横書き（左から右、右から左）でも縦書き（上から下、下から上）でも書かれる。

## 構造
ハヌノオ文字には15の子音字と3つの母音字(a i u)がある。インドの多くの文字と同様、子音字は単独では母音aが後続する。それ以外の母音が後続する場合はkulitと呼ばれる小さな記号を加える。（横書きの場合）上に記号を置くと母音iが、下に置くと母音uが後続する。実際のハヌノオ語には a i u e o の5つの母音があるが、iとe、uとoは区別されずに書かれる。
閉音節の音節末子音は書かれない。このため「ba」と書いてある場合、実際の音は ba baʔ bab bad bag bak bal bam ban baŋ bap bar bas bat baw baj の16種類の可能性がある。

## Unicode
2002年のUnicodeバージョン3.2で、基本多言語面のU+1720-173Fに追加された。
| Hanunoo |   |   |   |   |   |   |   |   |   |   |   |   |   |   |   |   |
|         | 0 | 1 | 2 | 3 | 4 | 5 | 6 | 7 | 8 | 9 | A | B | C | D | E | F |
| U+172x  | ᜠ | ᜡ | ᜢ | ᜣ | ᜤ | ᜥ | ᜦ | ᜧ | ᜨ | ᜩ | ᜪ | ᜫ | ᜬ | ᜭ | ᜮ | ᜯ |
| U+173x  | ᜰ | ᜱ | ᜲ  | ᜳ  | ᜴  | ᜵ | ᜶ |   |   |   |   |   |   |   |   |   |